# فرسایش (هوش مصنوعی)
در هوش مصنوعی (AI)، به ویژه یادگیری ماشین (ML)، فرسایش حذف بخشی از یک سیستم هوش مصنوعی است. یک مطالعه فرسایشی عملکرد یک سیستم هوش مصنوعی را با حذف اجزای خاصی برای درک سهم آن در سیستم کلی بررسی می‌کند.
این اصطلاح قیاسی با زیست‌شناسی (حذف اجزای یک ارگانیسم) است و به ویژه در تجزیه و تحلیل شبکه‌های عصبی مصنوعی با قیاس با جراحی مغز فرسایشی استفاده می‌شود. سایر تشابه‌ها شامل سایر سیستم‌های بیولوژیکی علوم اعصاب مانند سیستم عصبی مرکزی مگس سرکه (یا مگس میوه) و مغز مهره داران است.
مطالعات فرسایشی مستلزم آن است که یک سیستم تخریب برازنده ای را نشان دهد: سیستم باید حتی زمانی که اجزای خاصی از بین رفته یا تخریب شده‌اند به عملکرد خود ادامه دهد. به گفته برخی از محققان، مطالعات فرسایش روشی مناسب در بررسی هوش مصنوعی و دوام آن در برابر آسیب‌های ساختاری تلقی شده است.
فرسایش آسیب را بررسی می‌کند یا اجزای خاصی را در یک محیط کنترل شده حذف می‌کند تا تمام پیامدهای احتمالی خرابی سیستم را بررسی کند. این مشخص می‌کند که چگونه هر عمل بر عملکرد و قابلیت‌های کلی سیستم تأثیر می‌گذارد. فرایند فرسایش می‌تواند برای آزمایش سیستم‌هایی استفاده شود که وظایفی مانند تشخیص گفتار، تشخیص اشیاء بصری و کنترل ربات را انجام می‌دهند.

## تاریخچه
این اصطلاح به آلن نیوول، یکی از بنیانگذاران هوش مصنوعی، نسبت داده می‌شود که از آن در آموزش خود در سال ۱۹۷۴ در مورد تشخیص گفتار، که در نیوول (۱۹۷۵) منتشر شد، استفاده کرد. این اصطلاح به قیاس با فرسایش در زیست‌شناسی است. انگیزه این بود که، در حالی که اجزای منفرد مهندسی می‌شوند، سهم یک جزء منفرد در عملکرد کلی سیستم مشخص نیست. حذف مولفه‌ها این امکان را به این تحلیل می‌دهد.
نیوول مغز انسان را با کامپیوترهای مصنوعی مقایسه کرد. با این تفکر، نیوول هر دو را به عنوان سیستم‌های دانش می‌دید، در حالی که روش‌هایی مانند فرسایش را می‌توان بر روی هر دو برای آزمایش فرضیه‌های خاص انجام داد.